# Scherzo no 2 de Chopin

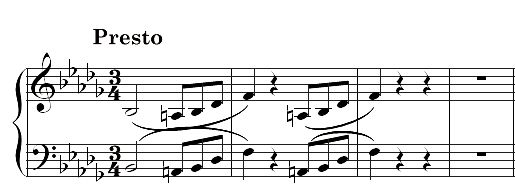
Incipit du scherzo.

Le Scherzo no 2 de Chopin en si bémol mineur, opus 31 est un scherzo pour piano seul composé par Frédéric Chopin. L'œuvre a été écrite et publiée entre 1835 et 1837 et a été dédiée à la comtesse Adèle Fürstenstein.  Elle fait partie des pages les plus populaires de Chopin et a été qualifiée de « l'une des pièces les plus fantastiques du répertoire pour piano ».

## Structure
Le début est marqué Presto et s'ouvre en si bémol mineur. Cependant, la majeure partie de l'œuvre est écrite en ré bémol majeur. L'ouverture de la pièce consiste en deux accords arpégés pianissimo, et après un moment de pause, passe à une série d'accords fortissimo, avant de revenir aux accords arpégés tranquilles. Le morceau passe ensuite à une section d'arpèges qui mène à la con anima. Ensuite, la section médiane apparaît en la majeur. Après la fin de la section centrale (modulant en si bémol mineur), la première section réapparaît avec une coda.

## Interprétation
L'une des grandes difficultés de l'interprétation de ce Scherzo réside dans les quatre moments initiaux contrastés : les deux triolets vocaux interrogatifs que Chopin considérait comme fondamentaux, le fortissimo de l'accord de la note grave, la tension forte, presque « criée », des accords suivants, la « réponse » plus posée et plus soutenue. Un autre point important est l'interprétation du thème cantabile qui suit le premier ; ici la mélodie doit être jouée de manière intense et large, sans sentimentalité ni excès mélodieux. Chopin rappelait souvent à ses élèves qu'il fallait s'inspirer de la chanson de Pasta et non du vaudeville.
Robert Schumann a comparé ce scherzo à un poème byronien, « si débordant de tendresse, d'audace, d'amour et de mépris ». Selon Wilhelm von Lenz, un élève de Chopin, le compositeur a déclaré que la célèbre ouverture sotto voce était une question et la deuxième phrase la réponse : « Pour Chopin, ce n'était jamais assez interrogatif, jamais assez doux, jamais assez voûté (tombe). Ce doit être un charnier ». Dubal écrit que le critique James Huneker « exulte » : « Quelle écriture magistrale, et elle se situe au cœur même du piano ! Cent générations ne pourront pas améliorer ces pages ».
Le Scherzo op. 31 est le plus joué des quatre scherzos et est également le plus maltraité par de nombreux pianistes qui pensent qu'une grande agilité des doigts est suffisante pour jouer une pièce aussi complexe et importante.

## Dans la culture populaire
Le Scherzo n° 2, parmi d'autres pièces de Chopin, est entendu dans l'épisode de Woody Woodpecker "Musical Moments From Chopin". Un extrait peut être aussi entendu dans le film "Witness to murder", datant de 1954.